# Epifânio de Constantinopla
Epifânio de Constantinopla (em grego: Ἐπιφάνιος, ? — 5 de junho de 535) foi patriarca de Constantinopla entre 25 de fevereiro de 520 até 5 de junho de 535, sucedendo a João II da Capadócia.

## História
O primeiro cargo de importância de Epifânio foi se encarregar dos catecúmenos em Constantinopla. Em 519, um ano antes de sua eleição, ele foi enviado com João II de Constantinopla e o conde Licínio para a Macedônia para receber os libelos - assinaturas dos que desejavam retornar à comunhão com a Igreja - a pedido do apocrisiário de Doroteu, bispo de Tessalônica.
Em 25 de fevereiro de 520, ele foi eleito bispo pelo imperador bizantino Justino I, com o consentimento dos bispos, monges e da população. Ele foi descrito numa carta de um concílio em Constantinopla ao Papa Hormisda como "detentor da fé verdadeira e dono de um cuidado paternal pelos órfãos".
Ele aceitou as condições de paz entre o oriente e o ocidente acertadas por seu predecessor, o Patriarca João II com Hormisda, ratificando-as num concílio em Constantinopla em que ele também aceitou os decretos do Concílio de Calcedônia. Dióscoro, agente de Hormisda na capital imperial, escreveu sobre suas promessas justas, mas acrescenta que "O que ele vai cumprir, não sabemos. Ele ainda não nos solicitou a comunhão". Quatro cartas de Epifânio para Hormisda sobreviveram. Elas falam sobre a sua eleição, confirmam seu credo e declaram que ele condenava todos aqueles cujos nomes o Papa havia proibido de serem recitados nos dípticos.
Epifânio adotou o credo de Niceia, os decretos de Éfeso, Constantinopla e Calcedônia, além do Tomo de Leão em defesa da Fé. Sua segunda carta foi acompanhada por um cálice de ouro incrustado de com pedras preciosas, uma pátina de ouro, um cálice de prata e dois véus de seda, que foram presenteadas à Igreja de Roma. Com objetivo de tornar a paz universal, ele aconselhou o Papa a não ser rigoroso demais em retirar o nome de ex-bispos dos dípticos. Sua apologia em favor dos bispos do Ponto, da Ásia e do oriente foi composta numa linguagem muito bonita. As respostas de Hormisda foram preservadas nos atos do concílio em Constantinopla realizado sob a supervisão de Menas em 553, nas quais ele reafirma sua confiança na prudência e na experiência de Epifânio e recomenda leniência em favor dos arrependidos e severidade aos teimosos. Epifânio terminaria a reunião pessoalmente .
As medidas severas com que Justino estava esbelecendo a supremacia dos católicos no oriente estavam provocando Teodorico, o Grande, o ariano mestre ostrogodo da Itália, a retaliar contra o ocidente. O Papa João I, sucessor de Hormisda, ficou alarmado e, em 525, a pedido de Teodorico, foi até Constantinopla para conseguir a revogação de um édito contra os arianos, além de recuperar suas igrejas.
Nesta viagem, João foi recebido com grandes honras na capital imperial. O povo saiu às ruas por quase vinte quilômetros para recebê-lo, segurando símbolos imperiais e cruzes. O imperador Justino se prostrou diante dele e pediu para ser coroado por ele. O Patriarca Epifânio o convidou para celebrar uma missa. Porém, o Papa, preocupado com a política repressiva, se recusou a fazê-lo até que lhe oferecessem a primazia. Com grande solenidade, ele rezou a missa em latim (ao contrário do costume local) e se comunicou com todos os bispos do oriente, exceto o Patriarca de Alexandria Timóteo III, o inimigo declarado do credo calcedoniano e um miafisista.
Em 531, a disputa entre Roma e Constantinopla foi reavivada pelo apelo de Estevão, um metropolita de Larissa, ao Papa Bonifácio II contra uma sentença de Epifânio. Estevão foi eventualmente deposto, apesar do seu apelo.
Epifânio morreu após um episcopado de quatorze anos e três meses (Teófanes, anno 529). Tudo o que se sabe sobre ele é elogioso. Além das cartas para Hormisda, há ainda uma sentença de seu concílio contra Severo de Antioquia e Pedro Mongo, Patriarca de Alexandria .